# Правобережное Цимлянское городище
 Правобережное Цимлянское городище — средневековое городище в Ростовской области у города Цимлянска, крепость средневекового государства Хазарский каганат (650—969). Памятник археологии федерального значения.

## История
Ростовская область с её благоприятными природными условиями в древности была плотно заселена.
Правобережное Цимлянское городище находится около нынешнего посёлка Саркел, на высоком правом берегу Цимлянского водохранилища. Когда-то, в древности оно представляло собой поселение — крепость. Это место было заселено ещё в эпоху бронзы. В XVIII веке крепость стояла на высоком берегу реки, высотой около 70 метров.

### Местоположение
Треугольник, на котором стояла крепость, был образован глубокими оврагами с крутыми склонами, и обрывом к Дону. Дополнительно хазары прорыли перешеек, соединявший крепость с берегом и подрыли склоны.

### Конструкция
Башни крепости были сделаны из белокаменных блоков размером 0,6×0,3×0,4 метров.
Башни соединялись рядами бревен, толщиной около пятнадцати сантиметров, забитых в грунт. Промежутки между рядами бревен заполнялись щебнем и глиной. Ширина стен была около 4 метров. Стены делали из белого камня, они достигали высоты 6 метров. Длина стен составляла 365 метров.
В конце XIX века были ещё видны остатки белокаменных башен, расположенных цепочкой. Они входили в первую линию дозора и обороны со стороны степи. В настоящее время от них остались одиночные камни. Внутри стен находились юртообразные жилища хазар разного размера. У тех, кто побогаче, жилища покрывались войлоком, кто победнее — камышом или соломой.

### Раскопки
В поселении сохранилось много железных предметов — кузнечные инструменты (наковаленки, молотки, ножницы для резки металла, щипцы), оружие (топорик, несколько копий, наконечники стрел), сельскохозяйственные орудия, включая короткий, в форме серпа, виноградарный нож. Население выращивало виноград. Сохранилось много керамики в виде обломков кухонных горшков, сформованных на гончарном круге из глины с примесью речного песка, обломки амфор.

### Разрушение
В начале IX века крепость была взята врагами каганата, жилища были сожжены, жители убиты. На территории крепости археологи обнаружили в основном женские и детские скелеты погибших людей. Погибли ли мужчины, неизвестно. Тела женщин и детей не были погребены; их наскоро забросали землей. У ног одного из скелетов обнаружены монеты — дирхемы, самая поздняя из которых чекана 809—813 годов.
Видимо, монеты были спрятаны в голенище сапога одной из убитых. Этот факт дал возможность определить время сноса крепости.
Белокаменные блоки крепости простояли до 1744 года, после чего стены были разобраны и использованы на строительстве Старочеркасской крепости. Крепость является памятником археологии федерального значения.

## Артефакты
При раскопках на Правобережном Цимлянском городище найдены:
- железные орудия труда: кузнечные молотки, ножницы для резки металла, ювелирные молоточки, наковаленка;
- сельскохозяйственные орудия: косы, серпы, виноградарный нож;
- оружие: боевой топорик, копья, стрелы, колчанные крючки;
- сбруя: стремя, удила, подпружные пряжки;
- предметы быта: нож, рыболовные крючки, обломки котлов (железных клепаных казанов), обломок вилки, так называемые железные подковки с шипами для хождения по льду.